# Barry Unsworth
Barry Unsworth (10. srpna 1930, Wingate, Durham – 4. června 2012, Perugia) byl britský prozaik a držitel Man Bookerovy ceny za román Sacred Hunger (1991). Zaměřoval se zejména na historické romány.

## Dílo

### Romány
- The Partnership (1966)
- The Greeks Have a Word For It (1967)
- The Hide (1970)
- Mooncranker's Gift (1973)
- The Big Day (1976)
- Pascali's Island (1980)
- The Rage of the Vulture (1982)
- Stone Virgin (1985), česky vydáno pod názvem Kamenná madona (2005)
- Sugar and Rum (1988)
- Sacred Hunger (1992)
- Morality Play (1995), česky vydáno pod názvem Kdo zabil Tomáše Wellse (2000)
- After Hannibal (1996)
- Losing Nelson (1999)
- The Songs of the Kings (2002)
- The Ruby in Her Navel (2006), česky vydáno pod názvem Tanečnice (2007)
- Land of Marvels (2009), česky vydáno pod názvem Země zázraků (2009)
- The Quality of Mercy (2011)

## Překlady do češtiny
- Kdo zabil Tomáše Wellse (Vyšehrad, 2000), překlad Pavla Paseková
- Kamenná madona (BB Art, 2005), překlad Pavla Paseková
- Tanečnice (BB Art, 2007), překlad Ladislav Nagy
- Země zázraků (BB Art, 2009), překlad Richard Podaný

## Filmové adaptace Unsworthových románů
- Pascali's Island (Pascaliho ostrov), Velká Británie / Itálie, 1988, režie James Dearden, hrají Ben Kingsley, Charles Dance, Helen Mirren
- The Reckoning (Hra o smrti), Velká Británie / Španělsko, 2002, režie Paul McGuigan, hrají Paul Bettany, Willem Dafoe, Brian Cox, Tom Hardy, Gina McKee, James Cosmo, Vincent Cassel